# Biblioteca J. Willard Marriott
La Biblioteca J. Willard Marriott (en inglés: J. Willard Marriott Library) es la biblioteca de la Universidad de Utah en Salt Lake City, en el estado de Utah al oeste de los Estados Unidos. Fue nombrada así en reconocimiento a J. Willard Marriott, el fundador de la Marriott International. El edificio de la biblioteca tiene una superficie de aproximadamente  516.000 pies cuadrados (47.900 metros cuadrados) y alberga más de 3 millones de volúmenes. La Universidad de Utah Press es una división de la Biblioteca Marriott.
La primera biblioteca fue fundada en el año 1850 cuando la escuela fue fundada. En 1900 la biblioteca se encontraba en el edificio de LeRoy Cowles. En 1935, la biblioteca se trasladó al edificio de la Biblioteca de George Thomas.
En 1968, la biblioteca se trasladó a su ubicación actual y cambió su nombre a J. Willard Marriott, en 1969, cuando el señor Marriott aportó $ 1 millón a la Universidad de Utah para sus colecciones en la biblioteca.